# Mateusz Malinowski
Mateusz Malinowski est un joueur polonais de volley-ball né le 6 mai 1992 à Piła (Voïvodie de Grande-Pologne). Il joue attaquant. 

## Palmarès

### Clubs
Championnat du Monde des Clubs:
- 2011

Championnat de Pologne:
- 2013, 2014

Ligue des Champions:
- 2014[1]